# Línguas lule-vilela
As línguas lule-vilela formam uma família de línguas ameríndias extintas da Argentina.

## Línguas
As línguas lule-vilela são:
- Lule
- Vilela